# إدوين غروس
إدوين غروس (بالإنجليزية: Edwin Gross)‏ هو لاعب جمباز فني أمريكي، ولد في 19 سبتمبر 1916، وتوفي في 29 يونيو 1985 في سياتل في الولايات المتحدة.

## وصلات خارجية
- إدوين غروس على موقع اللجنة الأولمبية الدولية (الإنجليزية)
- إدوين غروس على موقع أوليمبيديا (الإنجليزية)